# Stanisław Zientek
Stanisław Zientek (ur. 15 września 1950 w Bielsku) – polski konstruktor szybowcowy, pilot szybowcowy i doświadczalny.

## Życiorys
Syn Adama i Jadwigi z domu Studnickiej.

### Wykształcenie i praca zawodowa

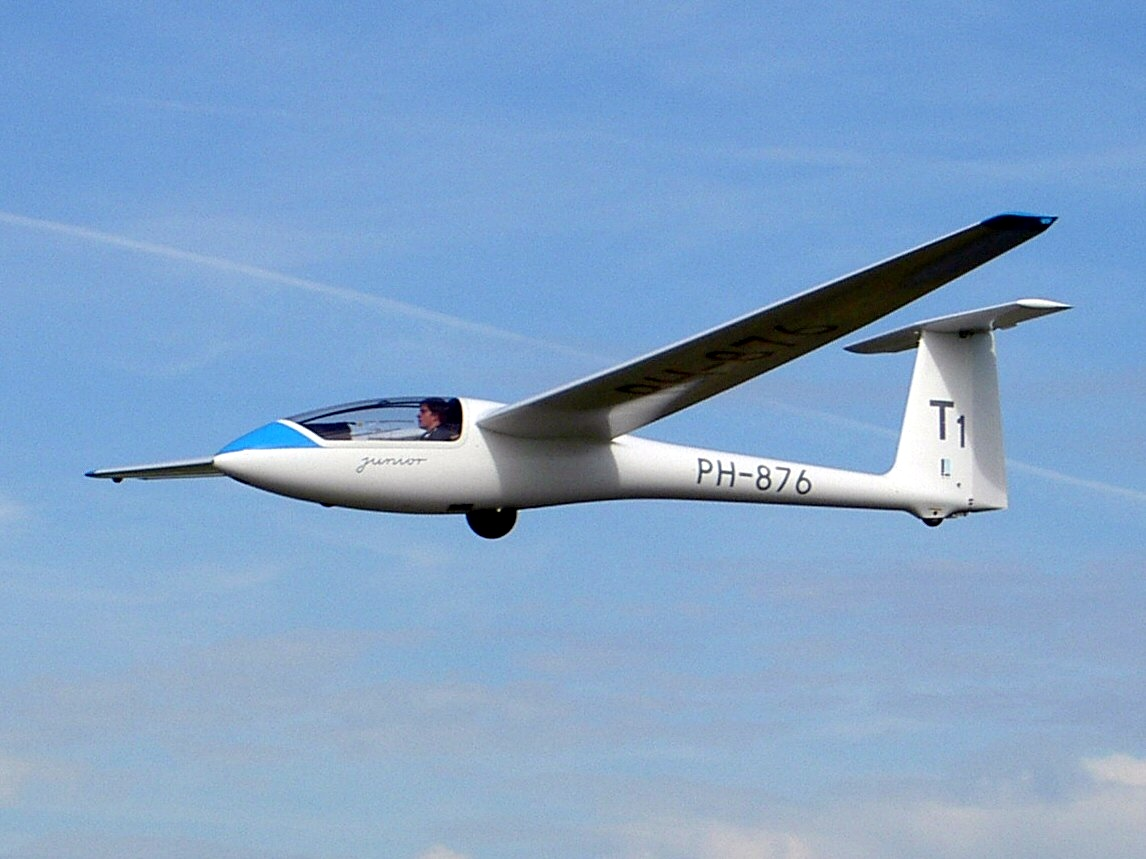
Szybowiec SZD-51 Junior konstrukcji Stanisława Zientka

W 1968 roku zdał egzamin maturalny w Liceum Ogólnokształcącym im. Mikołaja Kopernika w Bielsku-Białej i rozpoczął studia na Wydziale Mechanicznym Energetyki i Lotnictwa Politechniki Warszawskiej. Studia ukończył w 1976 roku, w 1978 r. ukończył studia podyplomowe z osprzętu i automatyki lotniczej.
W listopadzie 1975 roku został zatrudniony w Przedsiębiorstwie Doświadczalno-Produkcyjnym Szybownictwa PZL Bielsko na stanowisku konstruktora. Pracował w zespołach konstrukcyjnych szybowców SZD-42-2 Jantar 2B, SZD-45 Ogar i SZD-50 Puchacz. W 1979 roku został szefem zespołu konstrukcyjnego szybowca SZD-51 Junior, który został oblatany w 1980 r.. Konstruktor sam oblatał pierwszy egzemplarz serii informacyjnej. W grudniu 1984 roku został szefem zespołu konstrukcyjnego mającego opracować wysokowyczynowy szybowiec zawodniczy klasy standard. Na bazie szybowca SZD-48 Jantar Standard 3 powstał drugi szybowiec jego konstrukcji – SZD-48M Brawo, który został oblatany w 1985 r. Poza praca konstruktora zajmował się również oblatywaniem szybowców opracowanych w SZD, należał do personelu latającego Działu Prób w Locie.
W 1986 roku zakończył pracę w Przedsiębiorstwie Doświadczalno-Produkcyjnym Szybownictwa PZL Bielsko i został zatrudniony jako instruktor szybowcowy w Aeroklubie Bielsko-Bialskim. Był redaktorem Biuletynu instruktora i pilota szybowcowego, delegatem Polski do komisji szybowcowej Międzynarodowej Federacji Lotniczej oraz zasiadał w komisji rozstrzygającej konkurs na szybowiec klasy światowej. Karierę szybownika i konstruktora zakończył w 1991 roku, założył własną działalność gospodarczą.
Posiada uprawnienia tłumacza tekstów technicznych NOT.

### Szybownictwo
Wiosną 1966 roku został członkiem Aeroklubu Bielski-Bialskiego i rozpoczął szkolenie szybowcowe. Już w sierpniu spełnił warunki do uzyskania Srebrnej Odznaki Szybowcowej i wkrótce uzyskał licencję pilota szybowcowego.
W 1969 roku został powołany do szybowcowej kadry juniorów, a następnie do szybowcowej kadry narodowej. W 1972 roku zdobył tytuł wicemistrza Polski podczas XVII Szybowcowych Mistrzostw Polski, a w 1973 roku zajął pierwsze miejsce podczas szybowcowych Mistrzostw Państw Socjalistycznych w Vrchlabí. W 1985 i 1986 roku ponownie zdobył pierwsze miejsca w szybowcowych Mistrzostwach Państw Socjalistycznych w Lesznie i w Suczawie.
W 1982 roku uzyskał uprawnienia szybowcowego pilota doświadczalnego II klasy, w 1983 r. został instruktorem szybowcowym II klasy. W 1983 roku w Szybowcowych Mistrzostw Polski w Lesznie zajął 2. miejsce. Również w 1986 roku uzyskał uprawnienia szybowcowego pilota doświadczalnego I klasy. W latach 1985–19887 trzykrotnie z rzędu zdobył tytuł szybowcowego mistrza Polski.
26 maja 1990 roku, jako trzeci Polak, wykonał przelot na trasie zamkniętej o długości 1006 km za co został uhonorowany Złotą Odznaką Szybowcową z Trzema Diamentami i liczbą 1000 z numerem 155.
W swej karierze pilota wykonał dotychczas ok. 1600 lotów w czasie ok. 3100 godzin. Przez 20 lat był członkiem szybowcowej kadry narodowej, 50. razy startował w zawodach szybowcowych i 18. razy zdobywał miejsca medalowe.

### Życie prywatne
Jest mężem Lidii z domu Andrzejewskiej, ma córki Urszulę (ur. 1976) i Martę (ur. 1983) oraz syna Wiktora Adama (ur. 1990).